# Sławomir Koziej
Sławomir Koziej – polski pedagog, doktor habilitowany nauk społecznych.

## Życiorys
Jest absolwentem Wyższej Szkoły Pedagogicznej w Kielcach, w 1996 r. obronił pracę doktorską pt. Selekcje szkolne w szkolnictwie zawodowym, której promotorem był prof. Waldemar Dutkiewicz, w 2007 r. habilitował się. 
Został pracownikiem naukowym na Uniwersytecie Jana Kochanowskiego w Kielcach i w Szczecińskiej Szkole Wyższej Collegium Balticum w Szczecinie.